# Al Jazeera Media Network
Al Jazeera Media Network (en arabe : الجزيرة) est une entreprise médiatique qatarie basée à Doha, et notamment la maison mère d'Al Jazeera, la chaîne de télévision la plus regardée dans le monde arabe.
Il s'agit formellement d'une entreprise privée, mais elle est étroitement liée à l'État du Qatar. Ainsi, elle est financée en partie par l'État; une source parle de l'équivalent 400 millions de francs suisses par an (en 2011). Son conseil d'administration est présidé par le cheikh Hamad bin Thamer al Thani, membre de la famille Al Thani, la dynastie régnante du Qatar.
Les activités ont débuté en 1996 avec la chaîne de télévision arabe Al Jazeera.
Depuis 2007, l'entreprise abrite Al Jazeera English, une version anglophone destinée à un public international.
En 2014, elle lance AJ+, une chaîne en ligne destinée aux adolescents et aux jeunes occidentaux.

## Histoire

### Naissance
La chaîne Al Jazeera, dont le nom signifie littéralement « la Péninsule », basée à Doha au Qatar, est lancée le 1er novembre 1996, par le cheikh Hamad ben Khalifa Al Thani, émir du Qatar, qui vient d'arriver au pouvoir en renversant son père. Elle vise à rompre la mainmise des Saoudiens sur le paysage médiatique international arabe, à briser le contrôle des gouvernements arabes sur l'information nationale et donc à libéraliser le paysage médiatique arabe. Pour représenter au mieux son public arabe, Al Jazeera n'embauche pas seulement des journalistes libanais mais aussi des journalistes de tous les pays arabophones. Le noyau dur de l'équipe éditoriale d'Al Jazeera provient de chez BBC Arabic. Depuis 1998, la chaîne émet 24 heures sur 24 et elle est diffusée dans 35 pays, principalement du Proche-Orient, mais aussi en Europe. En France, elle est diffusée dans les bouquets Numericable, Canalsat et l'offre de Free et de Neuf. Néanmoins, on peut recevoir Al Jazeera gratuitement puisqu'elle diffuse en clair sur les satellites Hot Bird et Astra. Au Royaume-Uni, elle emploie soixante journalistes et disposait, en 2001, d'un budget de 30 millions de dollars.

### Chronologie
- Novembre 2003, lancement d'Al Jazeera Sport[réf. souhaitée].
- 9 septembre 2005, lancement d'Al Jazeera Children (qui, malgré ce que peut évoquer son nom, ne fait pas partie du groupe Al Jazeera, mais de la Qatar Foundation)[réf. nécessaire].
- 15 novembre 2006 : lancement d'Al Jazeera English[réf. souhaitée].
- 1er janvier 2007 : lancement d'Al Jazeera Documentary Channel[réf. souhaitée].
- En 2010, Al Jazeera Media Network a annoncé le lancement d'une déclinaison de la chaîne en français[5].
- Le 11 novembre 2011, Al Jazeera Balkans commence ses émissions depuis Sarajevo pour les téléspectateurs de Bosnie-Herzégovine, Croatie, Monténégro, Serbie et Kosovo et d'Europe via le satellite Eutelsat W3C[réf. souhaitée].
- La chaîne d'information ferme son bureau anglophone à Pékin le 8 mai 2012 à la suite du non-renouvellement de l'accréditation de sa journaliste Melissa Chan[6] et au non-octroi de visas à d'autres journalistes. Le syndicat des journalistes étrangers en Chine lie cette mesure au traitement de l'information par Al Jazeera[7],[8].
- En janvier 2013, la chaîne annonce le rachat de Current TV et le lancement d'une nouvelle chaîne en Amérique[9].
- Le 20 août 2013, Al Jazeera America, une chaîne d'information disponible aux États-Unis, est lancée. La chaîne, qui a recruté quelques vedettes de l'information aux États-Unis, est disponible sur les bouquets de Comcast, ATT et DirectTV mais pas ceux de Verizon et Time Warner qui ont refusé son inclusion[10],[11].
- Le 1er janvier 2018, le réseau lance le site web Al Jazeera en chinois[12][source secondaire souhaitée].
- En avril 2024, le parlement d'Israël adopte une loi donnant au gouvernement le pouvoir d'interdire la diffusion de chaînes de télévision, dont Al Jazeera[13].

## Filiales

### Al Jazeera arabe
La chaîne de télévision arabe Al Jazeera est le premier produit de l'entreprise.

### Al Jazeera English
Depuis 2007[réf. souhaitée], l'entreprise abrite Al Jazeera English, une version anglophone destinée à un public international.

### AJ+
En 2014, l'entreprise lance AJ+, une chaîne en ligne destinée aux adolescents et aux jeunes occidentaux. Une version française est lancée en 2017.
AJ+ se présente comme indépendant, mais est bien en réalité une filiale d'Al Jazeera Media Network. AJ+ se distingue par une ligne rédactionnelle officiellement progressiste, féministe et LGBT-friendly pour séduire les jeunes connectés, mais ne présente en réalité la plupart du temps qu'un seul point de vue orienté, par exemple sur la notion de race, le conflit israélo-palestinien, l'affaire Tariq Ramadan, le port du voile islamique, donnant à ce titre la parole à des militants du controversé Parti des indigènes de la République. Si les prises de position sociétales sur les femmes ou les LGBT peuvent surprendre alors qu'aucune femme ne siège au Parlement du Qatar, qu'Amnesty International dénonce « les discriminations dans la législation et dans la pratique » et que l'émirat est une monarchie de droit divin autoritaire prônant la charia, où la flagellation et la peine de mort sont en vigueur, il faut selon l'universitaire Mohamed El Oifi comprendre ainsi une forme de stratégie : « Al-Jazira ouvre son antenne à toutes les oppositions - sauf à celles du Qatar -, c'est la chaîne de toutes les contestations, de défense des gens marginalisés, le porte-voix des peuples. […] AJ+ ne change pas de ligne éditoriale mais d'interlocuteur. Pour capter un public jeune et radical, elle adapte ses contenus ». Ainsi, AJ+ n'a jamais présenté de contenu sur le Qatar, tandis que, note Marianne « d'innombrables faits divers sont égrenés sans cesse dans le but transparent d'instiller l'idée que l'islamophobie et le racisme sont omniprésents en France ».